# ایسرخرون
ایسرخرون (به هلندی: Eesergroen) یک منطقهٔ مسکونی در هلند است که در بورخر-ادورن واقع شده‌است. ایسرخرون ۱۵۷ نفر جمعیت دارد.